# HLB바이오스텝
 HLB바이오스텝 주식회사(영어: HLB BioStep)는 HLB 그룹 계열의 대한민국의 비임상 CRO 기업이다.